# Равенсбургер
Равенсбургер АГ («Ravensburger AG») — немецкий издательский дом, выпускающий семейные настольные игры, пазлы для детей и взрослых, кинетические конструкторы, книги, товары для хобби и творчества. В 2020 году компания продала свыше 25 млн настольных игр и 21 млн наборов пазлов в 70 странах мира, годовая выручка достигла €632 млн.
Сегодня в «Ravensburger Group» входят производители игрушек и товаров для семейного досуга из Германии — «F.X. Shmidt», Швеции — «BRIO», «Alga», Швейцарии — «Carlit», США — «Wonder forge», «Thinkfun».
Штаб-квартира международной компании с момента её основания располагается в Германии в городе Равенсбург в земле Баден-Вюртемберг. Игры неоднократно удостаивались премии «Game of Year».

## История
В 1883 году вдохновленный реформами системы образования в Германской империи Отто Майер основал в Равенсбурге издательский дом. Предприятие начало выпускать практические руководства для представителей разных ремесленных профессий, рассказы для детей, другую печатную продукцию.
Год спустя вышла первая настольная игра — «A Trip Around the World». В её основу лег роман французского писателя-фантаста Жюля Верна «Вокруг света за 80 дней». Игровое поле с картой земли и другими тематическими рисунками было выполнено из ламинированной бумаги, фишки-фигурки отлили из олова.
В 1900 год Отто Майер зарегистрировал торговую марку «Равенсбургер». К этому времени ассортимент продукции дополнили иллюстрированные книги, художественная и справочная литература. Перед Первой мировой войной издательский дом выпускал 800 товаров. Настольные игры экспортировались в Австро-Венгрию, Россию.
В 1925 году Отто Майер скончался. Издательский бизнес, ставший семейным делом, продолжили три сына основателя «Равенсбургер» — Отто, Карл, Ойген. При новых управляющих в 1927-м увидела свет ставшая классической в своем жанре игра «Fang den Hut». Переиздание продолжается и в наши дни.
В начале пятидесятых годов компанию «Равенсбургер» возглавили представители третьего поколения семьи Майер — внук основателя Отто-Юлиус и внучка Дороти-Хесс. Некоторые идеи для развития бизнеса они заимствовали в США. Так детские издания теперь печатались преимущественно иллюстрированные. Книги получили мягкие обложки.
В 1964 году «Равенсбургер» впервые выпускают на рынок ФРГ пазлы под своей торговой маркой. Компания открывает филиалы в Австрии, Великобритании, Италии, Нидерландах, Франции, Швейцарии.
К середине 60-х «Равенсбургер» выпускает несколько игр, ставших классическими, — «Das goldene Spielemagazin», «Memory», «Malefiz». В 1975 году компания расширяет линейку товаров альбомами для рисования по номерам.
В конце 80-х компания открывает производства во Франции и в Чехии, выходит на рынок стран бывшего социалистического лагеря — Венгрии, Польши, Румынии. В США открывается филиал по разработке игр и обучающих программ для персональных компьютеров.
В 1990 компания создала «Ravensburger Interactive Media» для разработки игр для PC, приставок Sony Playstation, консоли «GameBoyColor». В 2002 году актив был продан австрийскому издателю JoWooD.
В XXI веке «Равенсбургер» приступили к изготовлению инновационных товаров: 3D-пазлы, кинетические конструкторы, серия интерактивных обучающих игр «Tiptoy», «Puzzleball» и др.

## «Ravensburger Group»
Первым зарубежным активом компании стал швейцарский издатель игр «Carlit» в 1970 году. В 1996-м к «Ravensburger Group» присоединилась немецкая компания «F.X. Smidt», печатающая книги для детей и выпускающая игральные карты.
В 2015 году шведская компания «BRIO», специализирующаяся на выпуске деревянных игрушек, вошла в состав в «Ravensburger Group» вместе со своим активом «Alga» — это издатель свыше 700 настольных игр и пазлов.
Актуальный состав «Ravensburger Group» сформировался в 2017 году после присоединения американского издателя логических и STEM-игр «Thinkfun». Ещё одна компания из США — «Wonder Forge» — стала частью международной группы в 2013-м. Она выпускает классические настольные игры для дошкольников и детей постарше.

## Логотип
Со дня основания компании и до середины 50-х годов XX века эмблема «Равенсбургера» представляла собой различные комбинации с доминированием двух литер «О» и «М» — инициалы Отто Майера. В отдельные периоды логотип был сильно похож на символ французского футбольного клуба Олимпик Марсель.
В 1957 году внуки основателя Отто-Юлиус и Дороти-Хесс Майер разработали прообраз современного логотипа: в прямоугольный треугольник серого цвета был вписан силуэт девочки, а также литеры «О» и «М». Современный графический знак создали в 1974-м: тот же треугольник, но уже голубого цвета, с одной надписью «Ravensburger», размещенной «под гипотенузой» геометрической фигуры.

## Награды
В 80-е годы XX века пришла мода на электронные игры. «Равенсбургер» выпустили контент для телевизионных приставок. Однако основным продуктом по-прежнему оставались игры настольные и пазлы. В канун 100-летнего юбилея издательского дома его продукция два года подряд завоевывала награду «Game of Year»:
1982 — «Enchanted Forest»; 1983 — «Scotland Yard»; 1986 — «Top Secret Spies». Впервые этого титула товары «Равенсбургера» удостоились в 1979 году за игру «Hase und Igel».
В 2020 году в России национальную премию в сфере товаров и услуг для детей «Золотой медвежонок» в номинации «лучшие игрушки и игры» получил кинетический конструктор «Gravitrax».
Парк развлечений «Ravensburger Spieleland» и музей истории компании
В 2010 году компания основала в городе Равенсбург с численностью жителей 50,7 тыс. чел. парк развлечений «Ravensburger Spieleland». Один из аттракционов, который в России называют «американские горки», называется «Gravitrax Kugelbahn». Он стилизован под кинетический конструктор «Gravitrax».
В том же году компания восстановила работу музея собственной истории — «Museum Ravensburger».

## Пазл в Книге рекордов Гиннеса
В 2010—2020 годах «Равенсбургер» владели рекордом Книги Гиннеса за самый большой пазл. Складная картинка с изображением по мотивам 32 комиксов Кита Харинга состояла из 32 256 элементов. Вес её составлял 26 кг, при размерах 5,44×1,92 м.